# ورانیکا ایوانووا
ورانیکا ایوانووا ((به بلاروسی: Вераніка Пятроўна Іванова)؛ ۲۴ سپتامبر ۱۹۹۶) کشتی‌گیر زن اهل بلاروس است.
وی در مسابقات کشوری و بین‌المللی در مجموع برندهٔ ۱ مدال برنز شده‌است.